# Viogression
Viogression je americká death metalová kapela založená v roce 1988 tehdy pod názvem Apocalypse kytaristou a baskytaristou Bryanem Jaegerem, kytaristou Leonem Schendelem a bubeníkem Jefem Jaegerem ve městě Milwaukee ve státě Wisconsin. V roce 1989 se k nim přidal zpěvák Brian DeNeffe a skupina se přejmenovala na Viogression. Tvorba se nesla v duchu kapel jako Obituary, Autopsy a Asphyx.
Debutní studiové album vyšlo roku 1991 a nese název Expound and Exhort. V roce 1992 následovalo vydání druhé dlouhohrající desky Passage, na němž však nebyla pořádně dokončena produkce.
Roku 1994 se kapela rozpadla. Brian DeNeffe, Bryan Jaeger, Dave Haley a Barry Jaeger krátce poté založili kapelu Medusa Oblongada, která vydala pouze stejnojmenné minialbum a jejíž styl byl odlišný, bližší industrial metalu.
V roce 2014 došlo ke vzkříšení kapely s novým kytaristou Billem Mearsem v sestavě. Téhož roku vyšlo EP s názvem A Pure Formality, na němž hostovali kytarista James Murphy (ex-Death, ex-Obituary, ex-Testament, ex-Cancer, ex-Konkhra) a zpěvák a kytarista Paul Masvidal (ex-Death, Cynic).

## Diskografie

### Demo nahrávky
- Devils (1990)
- Execution (1990)
- Perception Blur (1990)
- Sol (1993)[3]

### Studiová alba
- Expound and Exhort (1991)
- Passage (1992)

### EP
- A Pure Formality (2008)